# 神戸北インターチェンジ
神戸北インターチェンジ（こうべきたインターチェンジ）は、兵庫県神戸市北区の山陽自動車道上にあるインターチェンジではある。料金所はあるが、有料道路（六甲北有料道路）のみに接続されており、一般道路に直接降りることはできないため、実質的にはジャンクションとして機能している。
なお、当インター〜神戸JCT間は下り線のみ3車線となっている。
六甲北有料道路を経由して三田市や神戸市東部（中央区、灘区、東灘区）、神戸港・神戸空港方面へ接続している。
山陽自動車道の本線上にバス停留所（八多バスストップ）が併設されている（六甲北有料道路には停留所がない）。

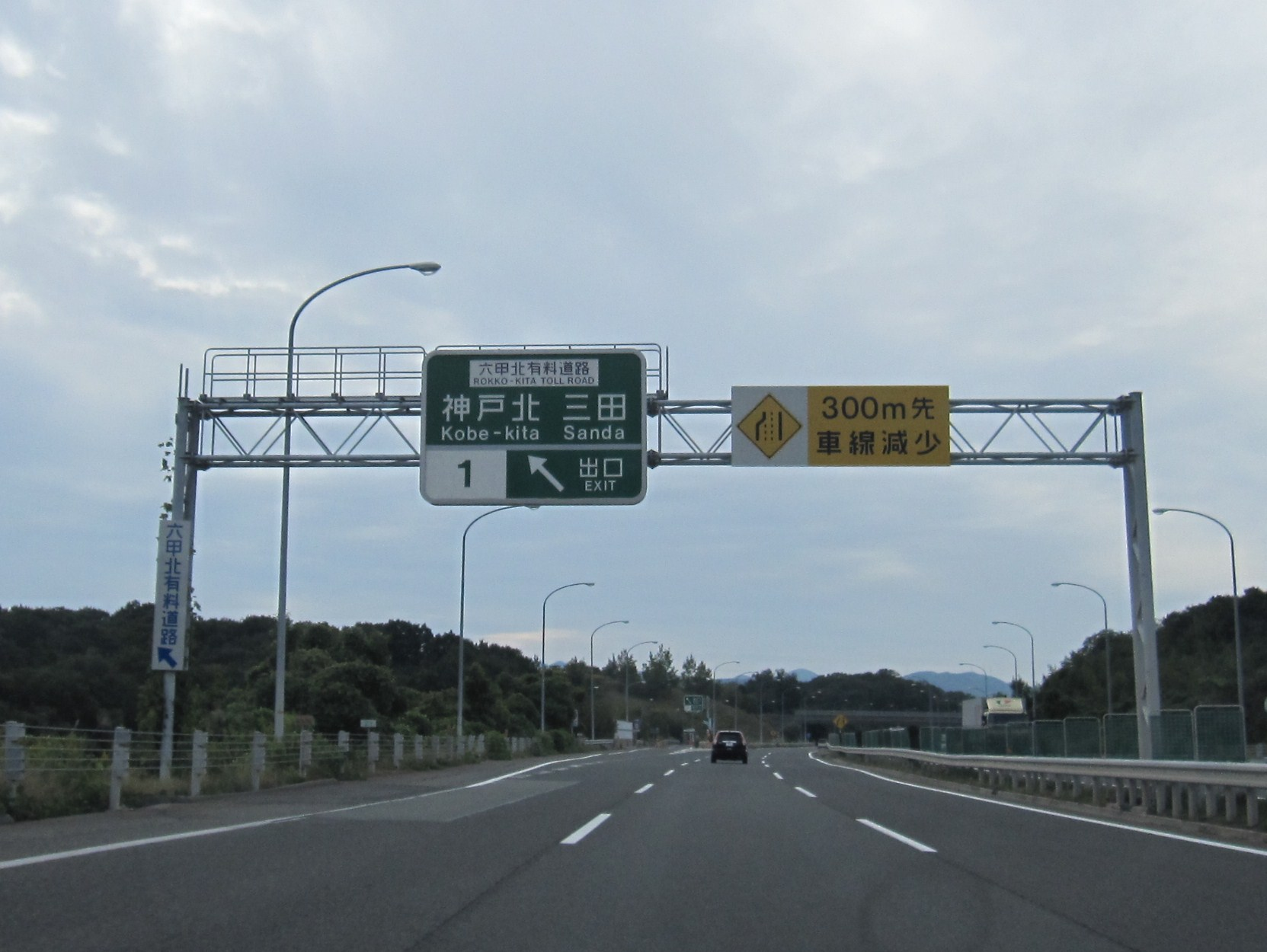
案内板

## 歴史
- 1996年（平成8年）11月14日：神戸JCT - 三木小野IC間開通に伴い、供用開始[1]。同時に六甲北有料道路と接続。

## 周辺
- 神戸市立フルーツフラワーパーク

## 接続する道路
- 直接接続
  - 六甲北有料道路（兵庫県道95号灘三田線の一部）
    - 六甲北有料道路は有料だが、当インターから神戸市街地方面への最初のランプである吉尾ICまでは無料で走行できる。

## 料金所
- ブース数：5

### 入口
- ブース数：2
  - ETC専用：1
  - 一般：1

### 出口
- ブース数：3
  - ETC専用：1
  - 一般：2

## 八多バスストップ
八多バスストップ（はたバスストップ）は、兵庫県神戸市北区に位置する山陽自動車道神戸北インターチェンジの本線上に併設されているバス停留所。
山陽自動車道のみに設置されているため、六甲北有料道路には停留所がない。
無料駐車場も設置されており、パークアンドライドが可能。

### 停車する路線
- 姫路駅～大阪伊丹空港リムジンバス（神姫バス）の大阪伊丹空港行き

姫路駅行きは降車専用のため、乗車できない。

### 所要時間
- 大阪空港まで約30分

### バス停へのアクセス
- 神姫バス13系統 小名田口バス停

## 隣
E2山陽自動車道
(5-1) 神戸JCT - (1) 神戸北IC/八多BS - 淡河PA - (2) 三木JCT
六甲北有料道路
(7-18) 柳谷JCT/(05) 柳谷ランプ - (06) 吉尾ランプ - (07) 神戸北IC - (08) 大沢IC - (09) 長尾ランプ